# North Twillingate Island
North Twillingate Island is een eiland van zo'n 7 km² dat deel uitmaakt van de Canadese provincie Newfoundland en Labrador. Het is een van de Twillingate-eilanden, een archipel in het uiterste oosten van Notre Dame Bay voor de noordkust van Newfoundland.

## Geografie
North Twillingate Island is een van de relatief grote eilanden in Notre Dame Bay voor de noordkust van Newfoundland. In het uiterste zuiden wordt het door minder dan 100 meter aan water gescheiden van het grotere South Twillingate Island. Op dat smalste punt – dat tevens het dorpscentrum van Twillingate is – is langs weerszijden een dijk aangelegd. Beide worden ze door de 30 meter lange Tickle Bridge (een deel van Route 340) met elkaar verbonden.

### Plaatsen
De zuidoostelijke helft van het eiland maakt deel uit van de gemeente Twillingate, die zich ook over een groot deel van South Twillingate Island uitstrekt. De gemeente Crow Head vormt het noordwestelijke gedeelte van het eiland.